# مقاطعة رايت (ميزوري)
مقاطعة رايت (بالإنجليزية: Wright County, Missouri)‏ هي إحدى مقاطعات ولاية ميزوري في الولايات المتحدة. تأسست سنة 1841، بلغ عدد سكانها 18815 نسمة في عام 2010 حسب إحصاء مكتب تعداد الولايات المتحدة وتصل الكثافة السكانية فيها 10.65 نسمة/كم2.

## وصلات خارجية
- www.wrightcountymo.com/
- United States Counties